# Mübariz İbrahimov
Mübariz Ağakərim oğlu İbrahimov (* 7. Februar 1988, Əliabad, Aserbaidschan; † 19. Juni 2010, Çaylı, Aserbaidschan) war ein aserbaidschanischer Soldat. Er starb bei einem Gefecht, das 2010 an der Waffenstillstandslinie des Bergkarabachkonflikts ausbrach.

## Militärische Laufbahn und Tod
Nach Abschluss seiner Sekundarbildung im Jahr 2005 wurde İbrahimov von 2006 bis 2007 in die Aserbaidschanische Streitkräfte eingezogen. Im September 2009 trat er in die Kurse für Offiziere ein, danach war er in Naftalan tätig. Am 19. Juni wurde Mübariz İbrahimov bei einem Gefecht an der Front zwischen Aserbaidschan und Bergkarabach getötet. Er soll türkischen Medien zufolge 45 armenische Soldaten bei dem Gefecht getötet haben. Armenische Medien haben mitgeteilt, İbrahimov habe vier Soldaten getötet und vier Sicherheitskräfte verwundet. Das Gefecht soll fünf Stunden und bis in die frühen Morgenstunden angehalten haben.
Eine Pressemitteilung des aserbaidschanischen Verteidigungsministeriums sagte, dass İbrahimov im Kampf gegen armenische Soldaten im Dorf Chayli gestorben sei. Die armenische Seite aber erklärte, dass İbrahimov im armenisch kontrolliertem Territorium erschossen und der Kampf durch die aserbaidschanischen Streitkräfte provoziert worden sei. Der Leichnam von İbrahimov blieb 141 Tage unter armenischer Kontrolle. Der Sprecher des Verteidigungsministeriums von Aserbaidschan, Teymour Abdullayev, behauptete, dass „Armenien wiederholt behauptete, dass der Körper des Soldaten nicht in ihrer Hand sei und sie sich auch nicht enthalten, die internationalen Organisationen in die Irre zu führen“. Am 2. August wurden nach aserbaidschanischen Angaben Fotos, die İbrahimovs Körper zeigen sollen, von den Armeniern ins Internet gestellt. Die aserbaidschanischen Behörden forderten das Internationale IKRK-Komitee auf, bei der Rückgabe von İbrahimovs Leichnam zu vermitteln. Später bat der Patriarch der Armenisch-Apostolischen Kirche Karekin II. den Präsidenten Armeniens Sersch Sargsjan, den Leichnam nach Aserbaidschan zurückzubringen. Schließlich wurde der Körper am 6. November nach der Einigung der Präsidenten von Armenien und Aserbaidschan in Astrachan im Oktober 2010 nach Aserbaidschan zurückgebracht. İbrahimov wurde in der zweiten Ehrenallee in Baku begraben. An der Beerdigung nahm der aserbaidschanische Präsident İlham Əliyev teil.

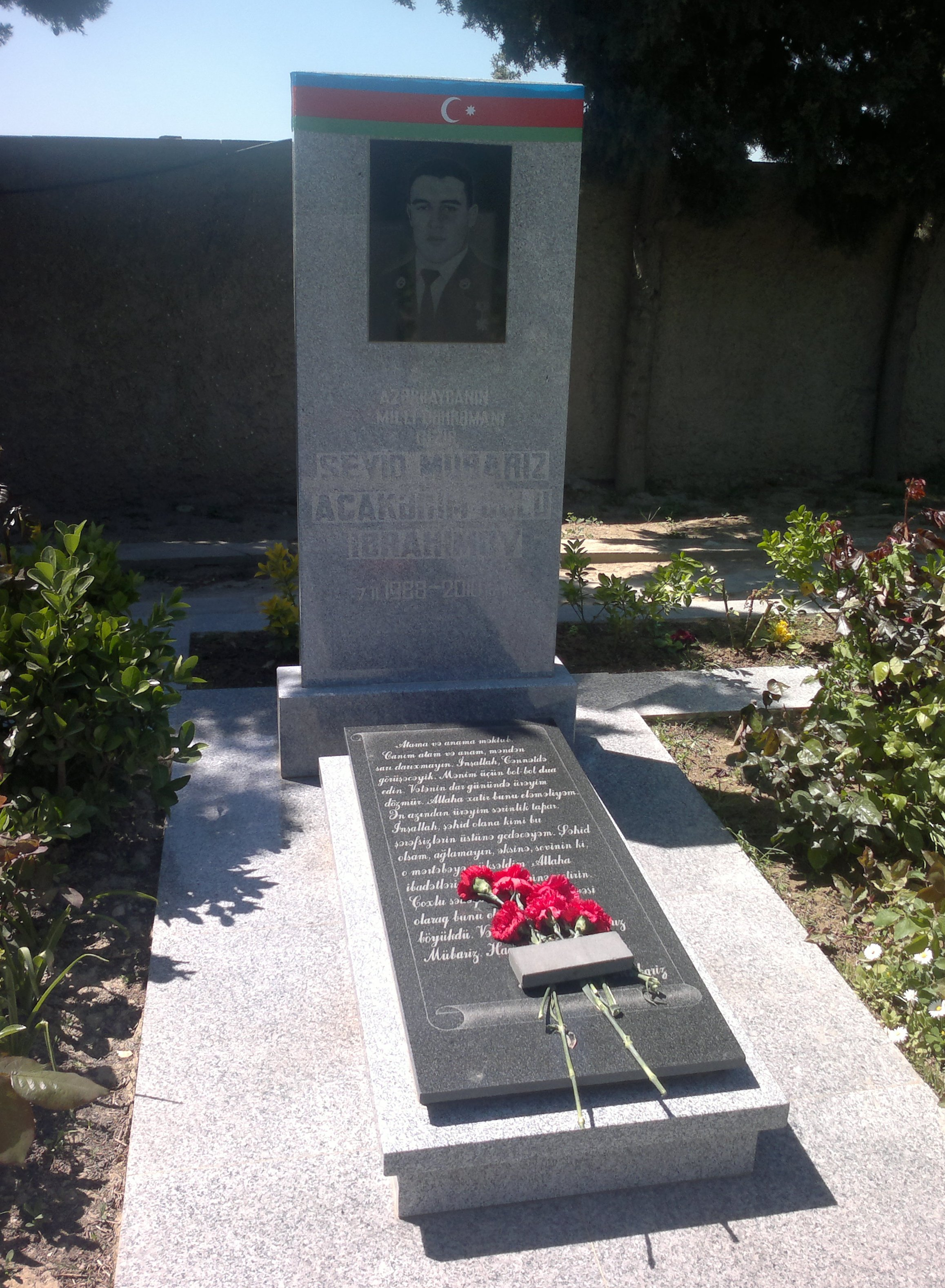
Grab von İbrahimov in der zweiten Ehrenallee in Baku

## Ehrungen
Die aserbaidschanische Regierung hat İbrahimov den Tod fünf armenischer Soldaten und drei verwundete Sicherheitskräfte zugeschrieben und ihm posthum den Titel des „Nationalhelden Aserbaidschans“ verliehen. Russlands Präsident Wladimir Putin nannte İbrahimov „Rambo des wahren Lebens“ aufgrund seiner demonstrierten Tapferkeit gegenüber einem deutlich überlegenen Feind.
Am 22. Juli 2010 unterzeichnete Präsident İlham Əliyev ein Dekret, das İbrahimov den Status eines Nationalhelden verlieh. Das Ministerkabinett ist befugt, die Benennung einer der Sekundarschulen von Biləsuvar nach İbrahimov sicherzustellen und die Exekutivgewalt von Biləsuvar ist befugt, die Benennung einer der Straßen nach İbrahimov zu gewährleisten. Ein Dokumentarfilm über sein Leben wurde auch von Abgeordnete Ganira Pashayeva vorgeschlagen. Am 15. Juni 2011 wurde vor der nach ihm benannten Schule eine vier Meter hohe Granit-Statue von İbrahimov der Zentralbank der Republik Aserbaidschan enthüllt.
Ein Armada-Klasse Tanker in der Türkei trägt auch seinen Namen. Das 12.7x108-Kaliber-Mübariz-İstiqlal-Scharfschützengewehr ist nach ihm benannt. In der Flotte der türkischen Ölreederei Almali-Unternehmensgruppe wurde einem Schiff der Name Mübariz İbrahimov gegeben. Ihm wurde der Name „Armenian Slayer“ gegeben.
Die türkische Fernsehserie Sakarya Fırat hat mehrere Referenzen zu İbrahimov gemacht. Außerdem soll 2018 ein Kinofilm über den Tod İbrahimovs in die Kinos kommen.